# Rumaan Alam
Rumaan Alam (1977) è uno scrittore statunitense.

## Biografia
Nato nel 1977 da genitori emigrati dal Bangladesh, è cresciuto a Washington e ha studiato scrittura all'Oberlin College.
Trasferitosi a New York dopo la laurea ha iniziato a lavorare per la casa editrice Condé Nast e la rivista letteraria Lucky restandovi per quasi un decennio.
Ha esordito nella narrativa nel 2016 con il romanzo in parte autobiografico Rich and Pretty al quale ha fatto seguito due anni dopo That Kind of Mother e Il mondo dietro di te nel 2020.
Da quest'ultimo romanzo il regista Sam Esmail ha tratto nel 2023 l'omonimo film con Julia Roberts.
Vive e lavora a Brooklyn con il marito e i loro due figli.

## Opere

### Romanzi
- Rich and Pretty (2016)
- That Kind of Mother (2018)
- Il mondo dietro di te (Leave the World Behind, 2020), Milano, La nave di Teseo, 2021 traduzione di Tiziana Lo Porto ISBN 978-88-346-0526-4.

## Adattamenti cinematografici
- Il mondo dietro di te (Leave the World Behind), regia di Sam Esmail (2023)

## Filmografia

### Produttore
- Il mondo dietro di te (Leave the World Behind), regia di Sam Esmail (2023)

## Premi e riconoscimenti

### Finalista
National Book Award per la narrativa
- 2020 con Il mondo dietro di te[10]